# Lubeana, Mîkolaiiv
Lubeana (în ucraineană Луб'яна) este un sat în comuna Brodkî din raionul Mîkolaiiv, regiunea Liov, Ucraina.

## Demografie
Componența lingvistică a localității Lubeana
     Ucraineană (99,52%)
     Alte limbi (0,48%)
Conform recensământului din 2001, majoritatea populației localității Lubeana era vorbitoare de ucraineană (99,52%), existând în minoritate și vorbitori de alte limbi.